# Pocztówki znad krawędzi (film)
Pocztówki znad krawędzi (oryg. Postcards from the Edge) – film amerykański w reżyserii Mike’a Nicholsa z 1990 roku. Film jest adaptacją autobiograficznej powieści Carrie Fisher wydanej w 1987 roku. W rolach głównych wystąpiły Meryl Streep i Shirley MacLaine.

## Fabuła
Suzanne Vale jest młodą aktorką, która próbuje zrobić karierę w Hollywood, jednak ma problemy z narkotykami, lekami, alkoholem. Po kolejnym odwyku producenci żądają od niej przez jej agenta zamieszkania z kimś odpowiedzialnym, najlepiej matką Doris Mann. Matka jest słynną gwiazdą musicali z lat 50. i 60., w której cieniu zawsze żyła córka. Trudno im się porozumieć, a kariera Suzanne na razie sprowadza się do rólek w filmach klasy B, dubbingu i nieudanego romansu z pewnym producentem.

## Obsada
- Meryl Streep – Suzanne Vale
- Shirley MacLaine – Doris Mann
- Dennis Quaid – Jack Faulkner
- Gene Hackman – Lowell
- Richard Dreyfuss – Doktor Frankenthal
- Rob Reiner – Joe Pierce
- Mary Wickes – Babcia
- Conrad Bain – Dziadek
- Annette Bening – Evelyn Ames
- CCH Pounder – Julie Marsden
- Scott Frankel – Pianista na przyjęciu
- Simon Callow – Simon Asquith
- Michael Ontkean – Robert Munch
- Barbara Garrick – Carol
- Oliver Platt – Neil Bleene
- Anthony Heald – George Lazan
- Natalia Nogulich – Przyjaciółka na lotnisku

## Nagrody
- Nagroda American Comedy
  - Najlepsza Aktorka – Meryl Streep
- Nagroda Filmowa London Critics Circle
  - Debiutant roku – Annette Bening

## Nominacje
- Nagroda Akademii Filmowej:
  - Oscar dla najlepszej aktorki pierwszoplanowej – Meryl Streep
  - Oscar za najlepszą piosenkę oryginalną – Shel Silverstein I’m Checkin’ Out wyk. Meryl Streep
- Złoty Glob:
  - Najlepsza aktorka w komedii lub musicalu – Meryl Streep
  - Najlepsza aktorka drugoplanowa – Shirley MacLaine
  - Najlepsza piosenka – I’m Checkin’ Out wyk. Meryl Streep
- BAFTA:
  - Najlepsza aktorka pierwszoplanowa – Shirley MacLaine
  - Najlepszy scenariusz adaptowany – Carrie Fisher